# Chiesa di San Gabriele Arcangelo (Roma)
San Gabriele Arcangelo è una delle chiese di Roma, sita nel suburbio Della Vittoria, in viale Cortina d'Ampezzo.

## Storia
Fu costruita nel XX secolo.
La chiesa è sede parrocchiale, istituita il 30 agosto 1956 dal cardinale vicario Clemente Micara con il decreto Neminem fugit, ed affidata, dal 1958, ai sacerdoti della Società delle divine vocazioni (chiamati vocazionisti). Essa inoltre è sede del titolo cardinalizio di "San Gabriele Arcangelo all'Acqua Traversa", istituito da papa Giovanni Paolo II il 28 giugno 1988.

## Arte e architettura
La chiesa conserva due opere di Vera Puoti, il Ritratto del venerabile Giustino Russolillo, fondatore dei padri vocazionisti, realizzato nel 2007, e una Madonna del Salve Regina.